# STANAG

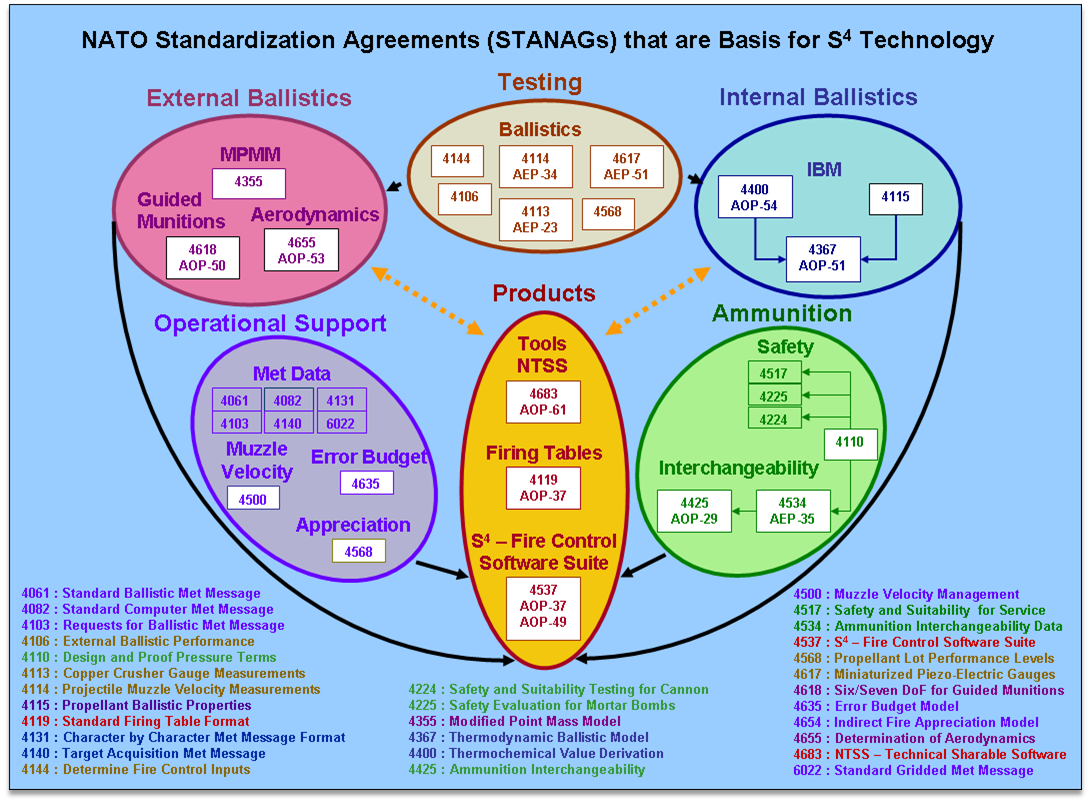
Система стандартов НАТО в сфере баллистики

STANAG — акроним, принятый в НАТО — от англ. Standardization Agreement — «Соглашение по стандартизации». Устанавливает и определяет способы, порядок действий, терминологию и условия для унификации в рамках единых вооружённых сил или технических операций или оборудования (материальной части) среди государств-участниц Организации.

## Основные положения
Каждое государство, входящее в НАТО, ратифицирует Соглашение и внедряет его в собственные вооружённые силы.
Целью Соглашений является обеспечение единых оперативных и административных мероприятий, материально-технического обеспечения таким образом, чтобы вооружённые силы одного государства-участника могли использовать материальные средства и материально-техническое обеспечение вооружённых сил другого государства-участника. Кроме того, Соглашения создают основу для технической взаимозаменяемости среди большого разнообразия систем связи и информации, важных для проведения операций НАТО и Объединённых вооружённых сил.
Соглашения по стандартизации публикуются на английском и французском языках, — двух официальных языках НАТО, Офисом стандартизации НАТО, расположенном в Брюсселе.
В число сотен соглашений по стандартизации (в настоящее время их общее число составляет чуть меньше 1300) входят соглашения по калибрам боеприпасов, самим боеприпасам, по картографическим обозначениям, по способам связи, классификации мостов и многому другому.
Наряду с стандартизирующими документами типа STANAG используются также стандартизированные рекомендации STANREC. Основным их отличием является рекомендательный характер и отсутствие необходимости ратификации. Разработкой STANREC в технической сфере, также как и STANAG, занимаются эксперты Конференции национальных директоров вооружений (CNAD).

## Унифицированные в НАТО боеприпасы
По калибрам стрелкового оружия и малокалиберных автоматических пушек
- 9×19 мм Парабеллум STANAG 4090
- 5,56×45 мм STANAG 4172
- 7,62×51 мм STANAG 2310
- 12,7×99 мм STANAG 4383
- 20×102 мм
- 20×139 мм
- 25×137 мм STANAG 4173
- 30×113 мм
- 30×173 мм STANAG 4624
- 35×228 мм
- 40×364 мм

Боеприпасы указанных калибров являются типовыми и используются всеми странами-участниками НАТО. Вследствие этого они производятся в столь больших количествах, что возможности их поставки практически не ограничены.

## Выборочный перечень соглашений STANAG
- STANAG 2916 — Контуры носовых взрывателей и соответствующие полости для артиллерийских и минометных снарядов.
- STANAG 4425 — Способ определения взаимозаменяемости боеприпасов для огня с закрытых позиций; перечислены различные артиллерийские калибры, в том числе 105 мм и 155 мм.
- STANAG 4512 — Infantry Weapons Standardization — «Стандартизация пехотного оружия»,
- STANAG 4569 — «Методы оценки уровней защиты боевых бронированных машин легкой категории при поражении боеприпасами кинетического действия и осколками осколочно-фугасных снарядов полевой артиллерии»
- STANAG 4694 — планка аксессуаров НАТО
- STANAG 4754 — стандарт на общую архитектуру транспортных средств (NATO Generic Vehicle Architecture (NGVA))[1]

## Выборочный перечень STANREC
- STANREC 4811 — обнаружение беспилотных авиационных систем (UAS) для избежания столкновений с ними.